# Daleke, Novoukraiinka
Daleke (în ucraineană Далеке) este un sat în comuna Zaharivka din raionul Novoukraiinka, regiunea Kirovohrad, Ucraina.

## Demografie
Componența lingvistică a localității Daleke
     Ucraineană (93,88%)
     Română (4,76%)
     Alte limbi (1,36%)
Conform recensământului din 2001, majoritatea populației localității Daleke era vorbitoare de ucraineană (93,88%), existând în minoritate și vorbitori de română (4,76%).